# モンスター・ムーヴィー
モンスター・ムーヴィー（英語: Monster Movie）は、ドイツのロックバンド、カンが、1969年に発表したアルバム。

## 概要
カンのファースト・アルバムにあたる本作は、当初ミュンヘンの自主レーベル「ミュージック・ファクトリー」から500枚限定で発売され、2週間で完売した。直後にリバティ・レコードが原盤を買い取り、現在CDで使用されているギャラクタスが描かれたジャケットに変更した上で再発された。ミュージック・ファクトリー盤、リバティ盤とも、バンド名表記が定冠詞の付いた「THE CAN」となっている。
「Father Cannot Yell」は1968年8月、初代ボーカリストであるマルコム・ムーニーがバンドに参加して初めてのセッションで録音されたもの。初期メンバーであるデイヴィッド・ジョンソンがエンジニアとして録音に参加している。
「Mary, Mary So Contrary」は映画『ノルウェイの森』の劇中歌として使われた。
「Yoo Doo Right」は1969年6月25日に録音されたもの。12時間・2セットにわたったセッションから抜粋したものである。アフロビートを長時間にわたって反復するヤキ・リーベツァイトのドラムをはじめとした、各メンバーの個性的な演奏・歌唱が展開されている。カンの独自性を最も強く表現する曲として評価されている。

## 収録曲
作詞・作曲者クレジットはすべてメンバーの連名。
| #  | タイトル                     | 作詞 | 作曲・編曲 | 時間 |
| -- | ---------------------------- | ---- | ---------- | ---- |
| 1. | 「"Father Cannot Yell"」     |      |            | 7:06 |
| 2. | 「"Mary, Mary So Contrary"」 |      |            | 6:21 |
| 3. | 「"Outside My Door"」        |      |            | 4:11 |

| #         | タイトル            | 作詞  | 作曲・編曲 | 時間  |
| --------- | ------------------- | ----- | ---------- | ----- |
| 4.        | 「"Yoo Doo Right"」 |       |            | 20:27 |
| 合計時間: | 合計時間:           | 38:05 |            |       |

## 参加メンバー
- マルコム・ムーニー - ボーカル、ハーモニカ
- イルミン・シュミット - キーボード
- ホルガー・シューカイ - ベース
- ヤキ・リーベツァイト - ドラムス
- ミヒャエル・カローリ - ギター